# Якубівка (Чортківський район)
Якубі́вка — село в Україні, у Заліщицькій міській громаді Чортківського району Тернопільської області. Розташоване на півдні району. До 2020 підпорядковане Торськівській сільраді. До Якубівки приєднано хутір Пруси.
Населення — 169 осіб (2007).

## Історія
Перша писемна згадка — 1890.
Назва села походить від імені управителя фільварку Якуба. Від 8 липня 1941 р. до 13 квітня 1944 р. село – під нацистською окупацією. Під час ІІ Світової війни у Червоній армії загинули (1944–1945 рр.): Семен Бичковський (1906–1944), Михайло Василюк (1910–1944), Олексій Дзюнько (1910–1944) та Войтек Лясота (загинув 1945 р.). В УПА загинув Микола Мендик (1929–1945).
Є капличка (2002).
12 червня 2020 року, відповідно до розпорядження Кабінету Міністрів України № 724-р «Про визначення адміністративних центрів та затвердження територій територіальних громад Тернопільської області» увійшло до складу Заліщицької міської громади.
19 липня 2020 року, в результаті адміністративно-територіальної реформи та ліквідації Заліщицького району, увійшло до складу новоутвореного Чортківського району.

## Населення

### Мова
Розподіл населення за рідною мовою за даними перепису 2001 року:
| Мова       | Кількість | Відсоток |
| ---------- | --------- | -------- |
| українська | 172       | 100%     |

## Пам'ятки
В селі була стара церква, яка до наших днів не збереглася. На місці церкви збереглися три пам'ятні хрести

## Галерея

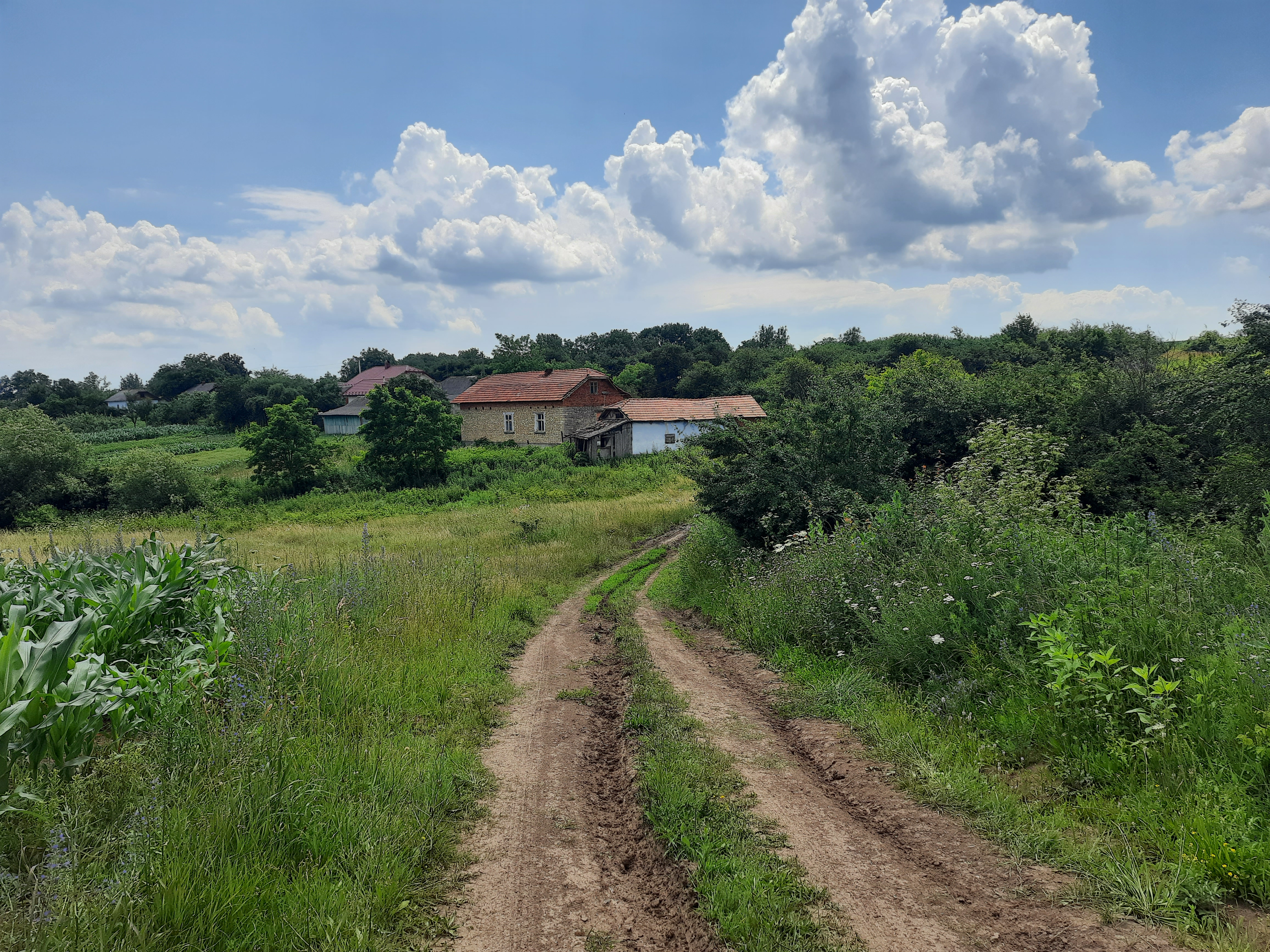
Польова дорога в село
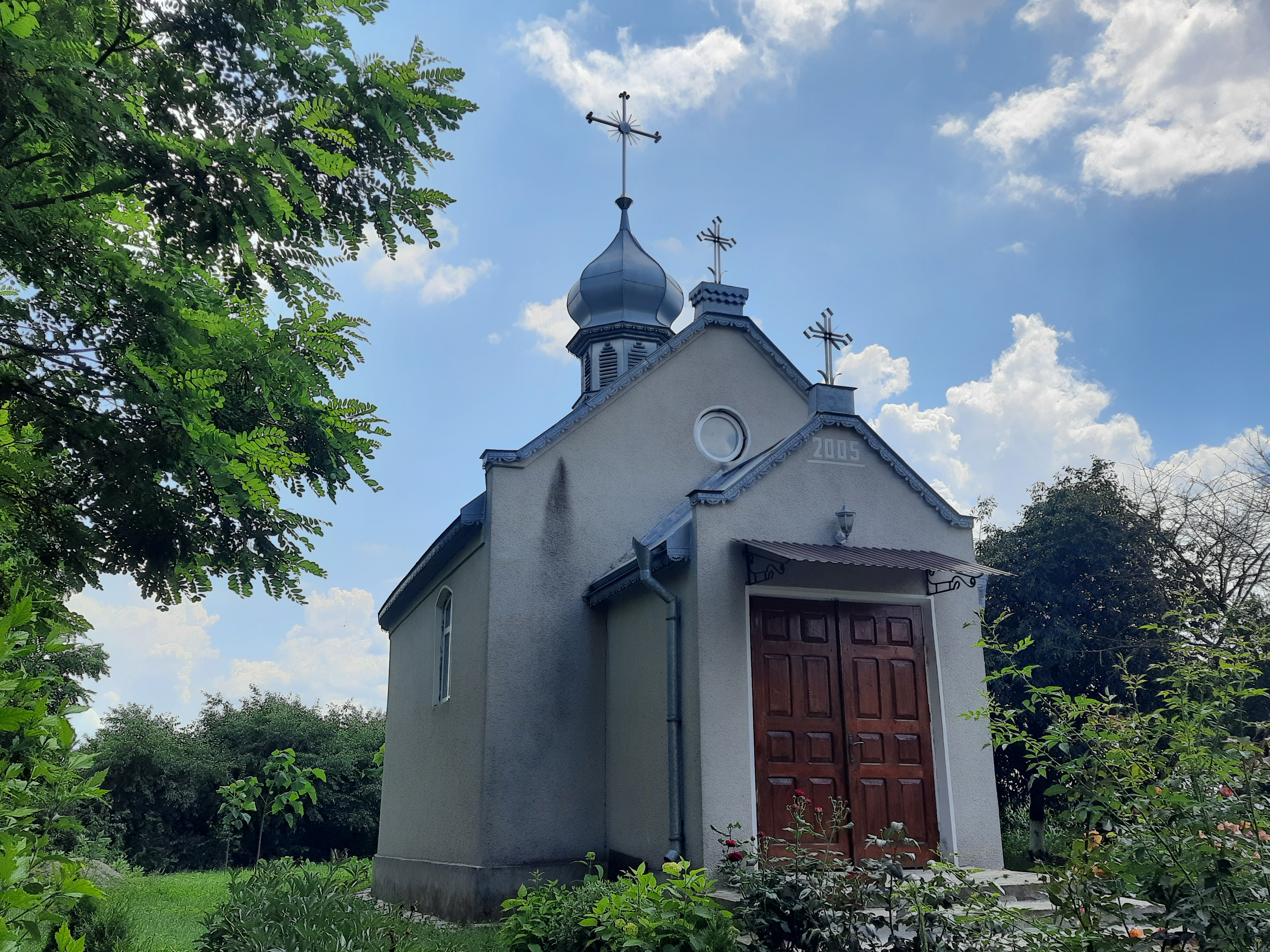
Церква Івана Богослова
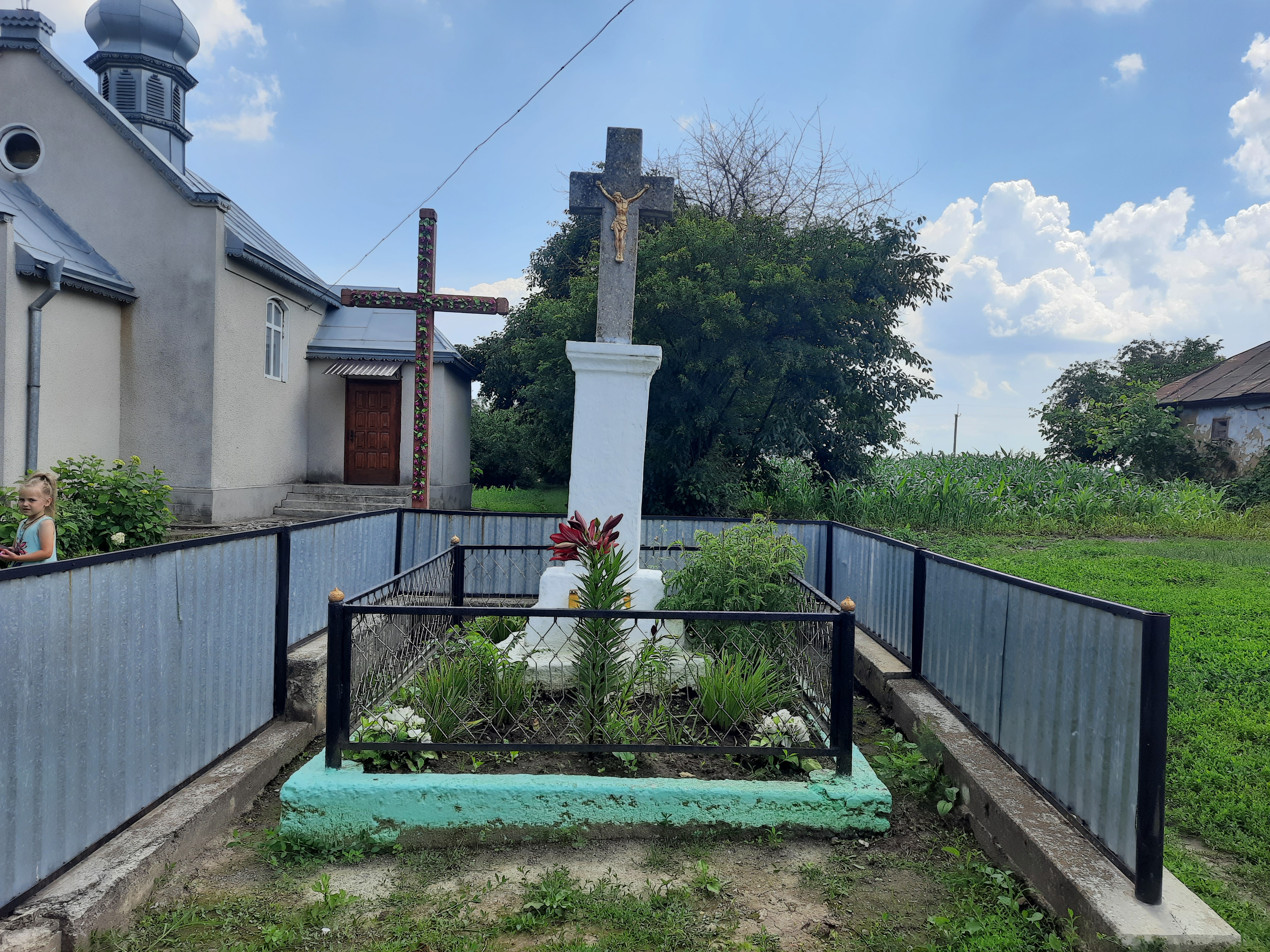
Пам'ятний хрест